# 马纹夜蛾属
马纹夜蛾属（学名：Ceramica）是夜蛾科下的一个属。

## 下属物种
本属包括以下物种：
- Ceramica exusta Guenée, 1852
- 斑马纹夜蛾 Ceramica picta (Haceis)
- Ceramica pisi Linnaeus, 1758